# Tanafnit
Tanafnit ou Tanefnit, est un douar de la commune rurale marocaine d'Oum Errabiâ, dans la province de Khénifra, au sein de la région de Béni Mellal-Khénifra, au Maroc. 

## Géographie
Le village de Tanafnit a pour coordonnées géographiques :  33° 05′ 00″ N, 5° 29′ 00″ O. Il est desservi par la 7304.

## Population et société
Le village dispose d'un centre de santé communal, et d'un établissement d'enseignement public primaire.
Dans le cadre du Programme d'électrification rurale global (PERG) de l'Office national d'électricité, il a été électrifié en 2008.